# Dafné
A Dafné görög mitológiai eredetű női név, jelentése: babérfa.

## Rokon nevek
Dafna

## Gyakorisága
Az újszülötteknek adott nevek körében az 1990-es években szórványos volt. A 2000-es és a 2010-es években sem szerepelt a 100 leggyakrabban adott női név között.
A teljes népességre vonatkozóan a Dafné sem a 2000-es, sem a 2010-es években nem szerepelt a 100 leggyakrabban viselt női név között.

## Névnapok
- október 25.[2]

## Híres Dafnék
- Daphne Bunskoek énekesnő

- Daphne Zuniga amerikai színésznő
- Dafne Keen brit-spanyol színésznő